# Micromania Games Tour
 (décembre 2011).
Le Micromania Games Tour est un événement itinérant annuel consacré au jeu vidéo, organisé par la chaîne de magasins Micromania.

## Origine
En 2010, le Micromania Game Show connaît sa dernière édition, le salon ayant été supplanté par le Paris Games Week. Au mois de juin 2011, Micromania proposa à ses meilleurs clients une soirée dans un cinéma parisien pour découvrir toutes les nouveautés annoncées au dernier E3. Fort de ce succès, Micromania décide donc, pour conserver un événement français d'envergure, de créer un nouveau concept : le Micromania Games Tour. En effet, le salon devient un spectacle visuel : les éditeurs présentent leurs derniers jeux au public dans une salle de cinéma durant toute une soirée.

## Concept
Le concept est simple : il s'agit ni plus ni moins d'une présentation sur grand écran des jeux à venir les plus attendus. Animée par Marcus, les éditeurs et développeurs de jeux se suivent pour présenter leurs derniers titres, dans une salle de cinéma pour permettre une immersion totale. L'autre innovation est que ce spectacle est itinérant : la première édition eut lieu dans quatre grandes villes de France (Lyon, Marseille, Lille et Paris). Mais contrairement à un salon d'exposition, ici les visiteurs ne sont que spectateurs, ils ne peuvent donc pas jouer sur des bornes aux jeux présentés.

## Éditions

### 2011
Le premier Micromania Games Tour fut annoncé le 12 septembre 2011, et fit étape dans quatre cinémas de quatre grandes villes françaises : le CGR de Brignais (Lyon) le 4 octobre, le Pathé Plan de Campagne à Marseille le 5 octobre, le Kinépolis de Lomme (Lille) le 6 octobre, et enfin le Grand Rex à Paris le 7 octobre. Le tarif d'entrée fut de 5 euros par personne. 15 jeux y furent présentés, dans l'ordre :
- Uncharted 3: L'illusion de Drake (Naughty Dog / Sony Computer Entertainment)
- DanceStar Party (SCE London Studio / Sony Computer Entertainment)
- The Legend of Zelda: Skyward Sword (Nintendo EAD / Nintendo)
- Dance Central 2 (Harmonix / Microsoft Game Studios)
- Forza Motorsport 4 (Turn 10 / Microsoft Game Studios)
- Battlefield 3 (DICE / Electronic Arts)
- Need for Speed: The Run (EA Black Box / Electronic Arts)
- Mass Effect 3 (BioWare / Electronic Arts)
- Saints Row: The Third (Volition, THQ)
- Street Fighter X Tekken (Capcom)
- Batman: Arkham City (Rocksteady Studios / WB Games)
- NBA 2K12 (Visual Concepts / 2K Sports)
- Rage (id Software / Bethesda Softworks)
- Sonic Generations (Sega)
- Call of Duty: Modern Warfare 3 (Infinity Ward et Sledgehammer Games / Activision)

Au total, 4 000 personnes ont assisté au Micromania Games Tour sur les quatre soirées